# Чемпіонат Швеції з бенді 1923
 Чемпіонат Швеції з бенді: 1923 — 17-й сезон турніру з хокею з м'ячем (бенді), який проводився за кубковою системою. 
Переможцем змагань став клуб Вестерос СК.

## Турнір

### Чвертьфінал
- Лідчепінгс АІК - Еребру СК  7-1
- ІФ «Ліннеа» (Стокгольм) - «Єрва» ІС (Стокгольм)  4-3
- ІФК Уппсала - ІК «Сіріус» (Уппсала)  3-7
- Вестерос СК - ІК «Йота» (Стокгольм)  5-3

### Півфінал
- ІФ «Ліннеа» (Стокгольм) - Лідчепінгс АІК  6-2
- Вестерос СК - ІК «Сіріус» (Уппсала)  1-0

### Фінал
25 лютого 1923, Стокгольм
- Вестерос СК - ІФ «Ліннеа» (Стокгольм)  2-1